# Российско-сьерра-леонские отношения
Российско-сьерра-леонские  отношения — двусторонние дипломатические отношения между Россией и Сьерра-Леоне. Дипломатические отношения были установлены 18 января 1962 года. В декабре 1991 года Республика Сьерра-Леоне признала Российскую Федерацию в качестве правопреемника Советского Союза. В 1963 году во Фритауне открыто посольство СССР (закрыто в сентябре 1992 года), в 1965 г. — сьерра-леонское посольство в Москве.

## История
В 2001 году был учрежден пост почетного консула России в Сьерра-Леоне, с 4 октября 2010 года им является Хуссейн Насиф Басма.
Торговые отношения между Российской Федерацией и Сьерра-Леоне регулируются соглашением о торговле от 1965 года, по которому обе стороны предоставили друг другу режим наибольшего благоприятствования. Россия за счет средств добровольного взноса в Фонд промышленного развития ООН осуществляет в Сьерра-Леоне (апрель 2010 — октябрь 2011 гг.) проект внедрения малозатратных и экологически чистых технологий в области рыболовства и переработки рыбной продукции. Соответствующее соглашение было подписано в Москве 17 мая 2010 года.
Чрезвычайный и полномочный посол Российской Федерации в Сьерра-Леоне (по совместительству в городе Конакри (Гвинея)) — Попов, Алексей Владимирович (с 2023 года).
Посол Сьерра-Леоне в Российской Федерации — Джон Сар Фрэнсис Ямбасу (с 2011 года).

## Послы
- Список послов Сьерра-Леоне в России
- Список послов СССР и России в Сьерра-Леоне